# 索古敬礼

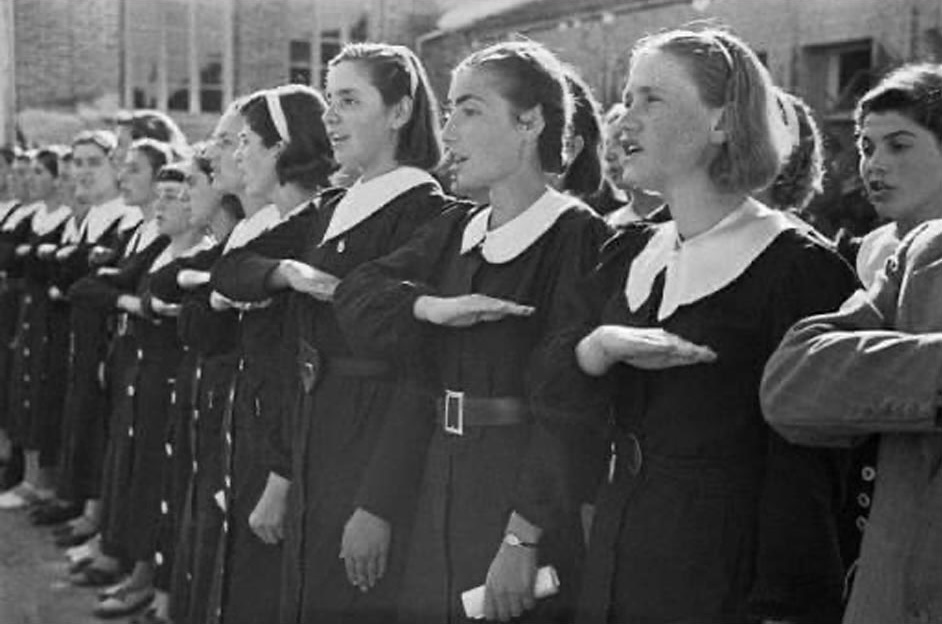
一群女学生正在索古敬礼

索古敬礼也被称作阿尔巴尼亚民族主义者礼，此礼首先在阿尔巴尼亚作为军礼使用，而后也被阿尔巴尼亚平民和其他国家使用 。在敬索古礼时，右手需放在左胸前，手掌向下。
在现代，阿尔巴尼亚君主制支持者、前阿尔巴尼亚国王索古一世的支持者以及民族阵线（balli kombëtar，阿尔巴尼亚的政治及军事组织，活跃于1942-1945年）中的阿尔巴尼亚民族主义者仍然经常使用此手势。在二战后的恩維爾·霍查的共产党一党制时期，持不同政见者还会将索古礼作为表达对当权者的不满的一种方式。

## 历史
阿尔巴尼亚国王索古一世将这个很有标志性的手势正式确立为一种敬礼方式。最初大规模使用此手势的是索古的个人警察部队，而阿尔巴尼亚皇家陆军（royal albanian army，存在于1928-1939年间的阿尔巴尼亚王国的正规军）也在后来集体采用了索古敬礼。
奥地利政治家、宣传员leo freundlich（1875-1953）曾经在面对他人对自己行納粹禮并高呼“希特勒万岁”的时候，经常用“索古万岁”以及索古敬礼来表达讥讽。后来，很多不明就里的德国外交人员把freundlich经常表演的索古礼当成了阿尔巴尼亚的标准问候方式，让freundlich十分暗自得意。

## 其他国家

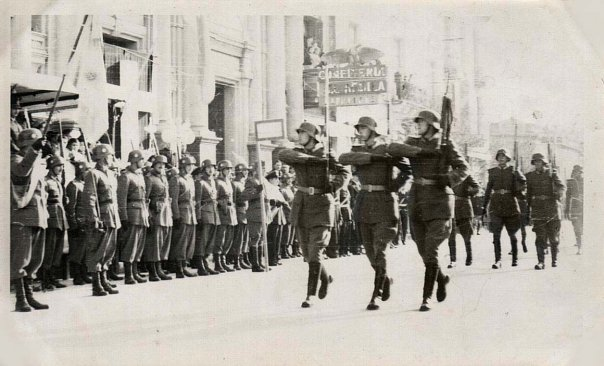
阿根廷士兵

在印度，印度教民族主义组织国民志愿服务团也会使用与索古礼类似的手势，名为“sangh pranaam”。在拉丁美洲，特别是在墨西哥，平民会在奏唱墨西哥国歌时对墨西哥国旗行礼，其手势与索古礼类似  。